# Edward Drinker Cope
Edward Drinker Cope (28 tháng 7 năm 1840 – 12 tháng 4 năm 1897) là một nhà cổ sinh học Mỹ và là nhà giải phẫu học đối sánh, ngoài ra ông còn là nhà bò sát học và ngư học. Ông là người sáng lập trường phái tư tưởng Neo-Lamarckism. Sinh ra trong một gia đình giàu có Quaker, Cope đã nhận ra là một thần đồng đam mê khoa học; Ông xuất bản bài báo khoa học đầu tiên lúc 19 tuổi. Dù cha ông cố gắng đào tạo Edward thành một người làm nông, nhưng cuối cùng ông phải chấp nhận nguyện vọng làm khoa học của con mình. Cope cưới lấy em họ và có một con; gia đình ông đã dời từ Philadelphia đến Haddonfield, New Jersey, mặc dù Cope muốn ở và lập bảo tàng ở Philadelphia vào những năm cuối đời.

## Tiểu sử

### Thời thơ ấu
Edward Drinker Cope sinh ra vào ngày 28 tháng 7 năm 1840. Ông là con trai cả của Alfred Cope và Anna Cope. Ông mồ côi mẹ từ nhỏ và sự ra đi của người mẹ có vẻ ảnh hưởng đôi chút đến cậu bé Edward. Trong các bức thư , Edward có nói rằng cậu chẳng có ký ức gì về người mẹ của mình. Chính vì sự ra đi này, người vợ hai của bố Edward, Rebecca Biddle, trở thành người mẹ của câu bé này. Edward sống nhờ vào hơi ấm của người mẹ này, cũng như người anh em cùng cha khác mẹ James Biddle Cope. Cha của Edward, Alfred, là một thành viên chính thống của Quakers. Ông điều khiển một quá trình buôn bán tàu thủy có lợi được khởi động bởi người cha của ông, ông Thomas P. Cope, vào năm 1821. Alfred cũng là một người nhân đức khi ủng hộ tiền cho Quakers, Vườn bách thú Philadelphia và Đại học Cheyney ở Pennsylvania.
Edward Drinker Cope được sinh ra và lớn lên trong một ngôi nhà đá lớn có tên là "Fairfield", nơi có vị trí bây giờ là gần ranh giới của Philadelphia. Với diện tích 8 mẫu Anh-acres (tương ứng với 3,2 ha), khu vườn có tính chất cổ xưa và kỳ lạ nơi Edward ở thực sự đã khiến cho cậu bé muốn khám phá. Gia đình nhà Cope đã dạy dỗ những đứa trẻ học đọc và viết. Ngoài ra, cậu bé Edward còn được đi tham quan vùng đất New England và quan trọng hơn là bảo tàng, vườn thú và công viên. Tất cả những điều đó đã khiến cậu bé nhà Cope quan tâm đến thiên nhiên, đặc biệt là động vật cũng như phát huy năng lực thẩm mỹ vốn có của bản thân.

### Chuyến đichâu Âu
Trong các năm 1863 – 1864, tức là trong thời kỳ nội chiến Hoa Kỳ, Cope thực hiện một chuyến đi vòng quanh châu Âu, đến thăm những bảo tàng và con người được kính trọng nhất. Ở đây, lúc đầu ông cảm thấy thích thú với công việc phục vụ một bệnh viện dã chiếnm nhưng theo những bức thư ông gửi về cho cha mình, ta có thể thấy niềm hứng thú này dần biến mất. Thay vào đó, Cope muốn trở về nước Mỹ, làm việc tại phia nam để giúp đỡ những người Mỹ gốc Phi được tự do. Một người có tên Davidson muốn nhờ Joseph Leidy và Ferdinand Hayden (người làm việc như một bác sĩ phẫu thuật dã chiến trong thời kỳ nội chiến) nói lên sự khủng khiếp của công việc cho Cope nếu như ông thực hiện ý định đó. Và Cope tiếp tục ở lại châu Âu. Và chính vào lúc đó, ông có tình cảm với một người phụ nữ vô danh (ông có ý định cưới người này làm vợ). Khi biết chuyện này, cha của Edward Cope đã không chấp nhận  và cuộc tình đã chấm dứt. Dù là Cope hay người phụ nữ kia quyết định chia tay trước thì cái kết của mối tình này đã khiến cho nhà cổ sinh vật học tương lai bị trầm cảm trong một thời gian.  Ông đã không ít lần than phiền sự nhàm chán khi sống ở đây.
Mặc dù ở trạng thái như vậy, nhà khoa học tương lai của Mỹ vẫn ở lại châu Âu, gặp gỡ những nhà khoa học đáng kính nhất lúc bấy giờ. Chuyến đi của ông qua rất nhiều nơi như Pháp, Đức, Vương quốc Anh, Ireland, Áo, Ý và các nước thuộc khu vực Đông Âu. Có thể Cope đến những nơi này là bởi những bức thư mời của Leidy và Spencer Baird. vào mùa đông năm 1863, Cope gặp một người quan trọng với cuộc đời của ông, Othniel Charles Marsh, người mà sau này trước là bạn, sau là kẻ thù của ông.

### Qua đời
Năm 1896, Cope bắt đầu cảm thất đau đớn ở vùng ruột-dạ dày. Ông cho rằng đó là viêm bóng đái.  Người vợ chăm sóc hết mức có thể khi họ ở Philadelphia. Thậm chí trong nhiều lần, hiệu trưởng của trường đại học nơi Cope làm việc, Anna Brown, đến để phục vụ ông. Trong khoảng thời gian ấy, Cope phải sống trong bảo tàng phố Pine do ông sở hữu và được vây kín bởi một cái lều được dựng lên bởi chính những khúc xương hóa thạch của ông. Ông thường kê cho mình nhiều loại thuốc, bao gồm lượng lớn morphine, belladonna và formalin. Một người đồng nghiệp tên Henry Fairfield Osborn cảm thấy khiếp sợ vì những hành vi của Cope do bệnh tật và đã sắp xếp một cuộc phẫu thuật. Tuy nhiên, cuộc phẫu thuật đành gác lại bởi sức khỏe của Cope đã tốt trở lại. Tuy nhiên, khi đến Virginia, Cope lại bị bệnh và phải trở về nhà trong thể trạng rất yếu. Osborn đến thăm nhà cổ sinh vật học vào ngày 5 tháng 4 năm ấy, tìm hiểu về sức khỏe của ông, và Cope đã cho biết suy nghĩ của ông về nguồn gốc của căn bệnh. Thông tin Cope bị bệnh được truyền đi nhiều nơi và ông được đến thăm bởi những người bạn và đồng nghiệp. Cope qua đời vào ngày 12 tháng 4 năm 1897, tức là chỉ còn cách 16 tuần nữa là sinh nhật thứ 57 của ông.